# 7263 Takayamada
7263 Takayamada eller 1995 DP är en asteroid i huvudbältet som upptäcktes den 21 februari 1995 av den japanska astronomen Takao Kobayashi vid Ōizumi-observatoriet. Den är uppkallad efter Takashi Yamada.
Asteroiden har en diameter på ungefär 3 kilometer.